# Lenaart Knoest
Lenaart Knoest (Keulen?, ca. 1485 – Antwerpen, 1541) was een Brussels kartonschilder actief in het begin van de 16e eeuw. Zijn naam was tot 1927 onbekend in de kunstgeschiedenis.

## Levensloop
Omstreeks 1501 kwam Knoest naar Brussel. Gedurende vijftien jaar werkte hij voor twee meesters, onder wie Jan Colaert. Begin 1516 stuurde hij verliefd en impulsief een dreigbrief om een bevriende pastoor, Merten de Greve, geld af te troggelen. Volgens een anonieme kroniek ging het om de priester-broers Davidt. De jonck fraeye geselle, die doodsbedreigingen had geuit, werd gevangengezet en door de vierschaar veroordeeld tot de dood met het zwaard. Hij kreeg steun van zijn broeders in het schildersambacht, die zijn genadeverzoek bij de jonge keizer Karel V onderschreven. Ze onderstreepten zijn vaardigheid, stellende dat men zyns gelycke van consten in dezen onzen landen nyet wel en zoude cunnen vinden. Ook de legwerkers namen het voor hem op. De tapissier Jan de Clerck alias van Antwerpen sprak invloedrijke ridders van het Gulden Vlies aan. In zijn huis nabij de Gelaaskensborre viel Knoests geliefde keizer Karel te voet. De keizer verleende remissie, aansiende die onnoeselheyt daermee hij totten voers. feyte gecommen waere. Zo ontliep Knoest de doodstraf en werd hij in vrijheid gesteld. Korte tijd later trad hij in het huwelijk en kocht hij het poorterschap van Brussel (1517). Hij had verschillende zonen, waaronder een naamgenoot die in 1544 Antwerps poorter werd en meester van de Sint-Lucasgilde aldaar, ingeschreven als Lenaert Knoest, Lenaertssone, patroonschilder, van Bruesele.

## Werk
Zijn signatuur K.N.O.E.S.T verschijnt op een Brussels wandtapijt, de Vinding van het Heilig Kruis (ca. 1510-20). Waarschijnlijk maakte het deel uit van een groter wandkleed over Sint-Helena of het Ware Kruis. Het wordt bewaard in het Jubelparkmuseum. Dankzij zijn misdrijf weten we dat hij in de periode 1501-1516 nog vele andere kartons heeft gemaakt voor de Brusselse wevers, en waarschijnlijk lang daarna.

## Naamvarianten
De remissie vermeldt hem als Leonaerde Knoest, elders staat Lenaert Knost. In een rekening van de amman heet hij Lenaerde Knost van Colen. Die laatste toevoeging duidt mogelijk op Keulen als stad van herkomst.

## Voetnoten
1. ↑  uuyt desperatiën ende onverdullicheyden als zinneloes zijnre memorien ende verstande gepriveert zijnde bij der ferventer liefde
2. ↑  Edmond Roobaert, 'De Brusselse tapijtindustrie rond 1520. Tapijthandelaars, grotere en kleinere weefateliers, legwerkers in loondienst en kartonschilders', in: Belgisch tijdschrift voor oudheidkunde en kunstgeschiedenis, 2002, nr. 71, p. 44
3. ↑  [...] Knost van Colen weert die eenen ontsegge brief gescreven hadde aen her Merten, cleyn canoninck van Sinte-Goedelen, inhoudende dat hy op der Capellenkerckhoff achter eenen serck soude leggen vyftich philippers-gulden, oft hy soude hem heymelyck doodslaen ende syn goet d'ongoeden maken.

- RKD-Nederlands Instituut voor Kunstgeschiedenis: 472244
- Union List of Artist Names: 500158499
- Virtual International Authority File: 96663363